# Seredniaky
Seredniaky (ukr. Середняки) – wieś na Ukrainie, w obwodzie połtawskim, w rejonie mirhorodzkim, w hromadzie Mirhorod. W 2001 liczyła 545 mieszkańców.